# The Trump Organization
The Trump Organization (em português:  Organização Trump; anteriormente Elizabeth Trump & Son) é um conglomerado internacional estadunidense de propriedade privada e com sede na Trump Tower, em Midtown Manhattan, Nova Iorque. Compreende os empreendimentos de negócios e investimentos de Donald Trump, que foi o 45.º e atualmente serve como o 47.º presidente dos Estados Unidos. Ele também atuou como presidente do Conselho de Administração até assumir a presidência do país, renunciando e entregando o cargo aos seus três filhos mais velhos, Donald Trump Jr., Ivanka Trump e Eric Trump, que anteriormente serviam como vice-presidentes executivos.
A Organização Trump tem interesses em desenvolvimento imobiliário, investimento, corretagem, vendas, marketing e administração de imóveis. A empresa detém, opera, investe e desenvolve imóveis residenciais, hotéis, resorts, torres residenciais e campos de golfe em diferentes países, além de possuir várias centenas de milhares de metros quadrados de propriedades primárias em Manhattan. Ela enumera o envolvimento em 515 subsidiárias e entidades, sendo 264 delas com o nome de Trump e outras 54, incluindo suas iniciais.
Com investimentos dentro dos Estados Unidos e globalmente, a Organização Trump abrange uma grande variedade de indústrias, incluindo imóveis, construção, hospitalidade, entretenimento, publicação de livros e revistas, mídia, gestão de modelos, varejo, serviços financeiros, desenvolvimento de jogos de tabuleiro, alimentos e bebidas, educação em negócios, viagens on-line, companhias aéreas, serviços aéreos de helicóptero e concursos de beleza.
O conglomerado inclui uma empresa de produção de televisão em Nova York que produz programas, incluindo o The Apprentice. A empresa também se dedica ao varejo, tendo vendido várias vezes vestuários de moda, joias e acessórios, livros, mobiliário doméstico, produtos de iluminação, têxteis e acessórios de banho, roupa de cama, produtos para perfumaria doméstica, pequenos artigos de couro, bifes, barras de chocolate e água engarrafada.